# 岩滝藩
岩滝藩（いわたきはん）は、美濃国各務郡岩滝（現在の岐阜県岐阜市岩滝地区）を居所として、江戸時代中期にごく短期間存在した藩。1705年、当地の領主であった本庄道章が加増を受け、1万石の大名となったため成立した。1709年に同国山県郡高富（岐阜県山県市高富）に居所を移したため、以後は高富藩と見なされる。

## 歴史

### 前史：本庄家
藩主家の本庄家は、徳川綱吉の生母・桂昌院の異母兄である本庄道芳を祖とする家である。同族では本庄宗資（桂昌院の同母弟）が先に大名に列している。
道芳はもともと二条家に仕えていたとされるが、綱吉に附属されてのちに館林徳川家の家老となった。慶安4年（1651年）に上野国新田郡・邑楽郡内で2000石の知行地を与えられ、寛文元年（1661年）に美濃国各務郡、下野国梁田郡内で2000石を加増されて、最終的に4000石を知行した。道芳は寛文8年（1668年）に没し、父の跡を継いだ本庄道高の代で綱吉が将軍に就任した。道高は元禄10年（1697年）に没した。
道高の子が本庄道章であり、父の死によって15歳で家督を相続した。元禄11年（1698年）、上野国邑楽郡の領知を下野国梁田郡・足利郡内に移された。元禄12年（1699年）に中奥小姓となり従五位下和泉守に叙任、元禄16年（1703年）に小姓となり宮内少輔に改めた。

### 立藩から高富への移転まで

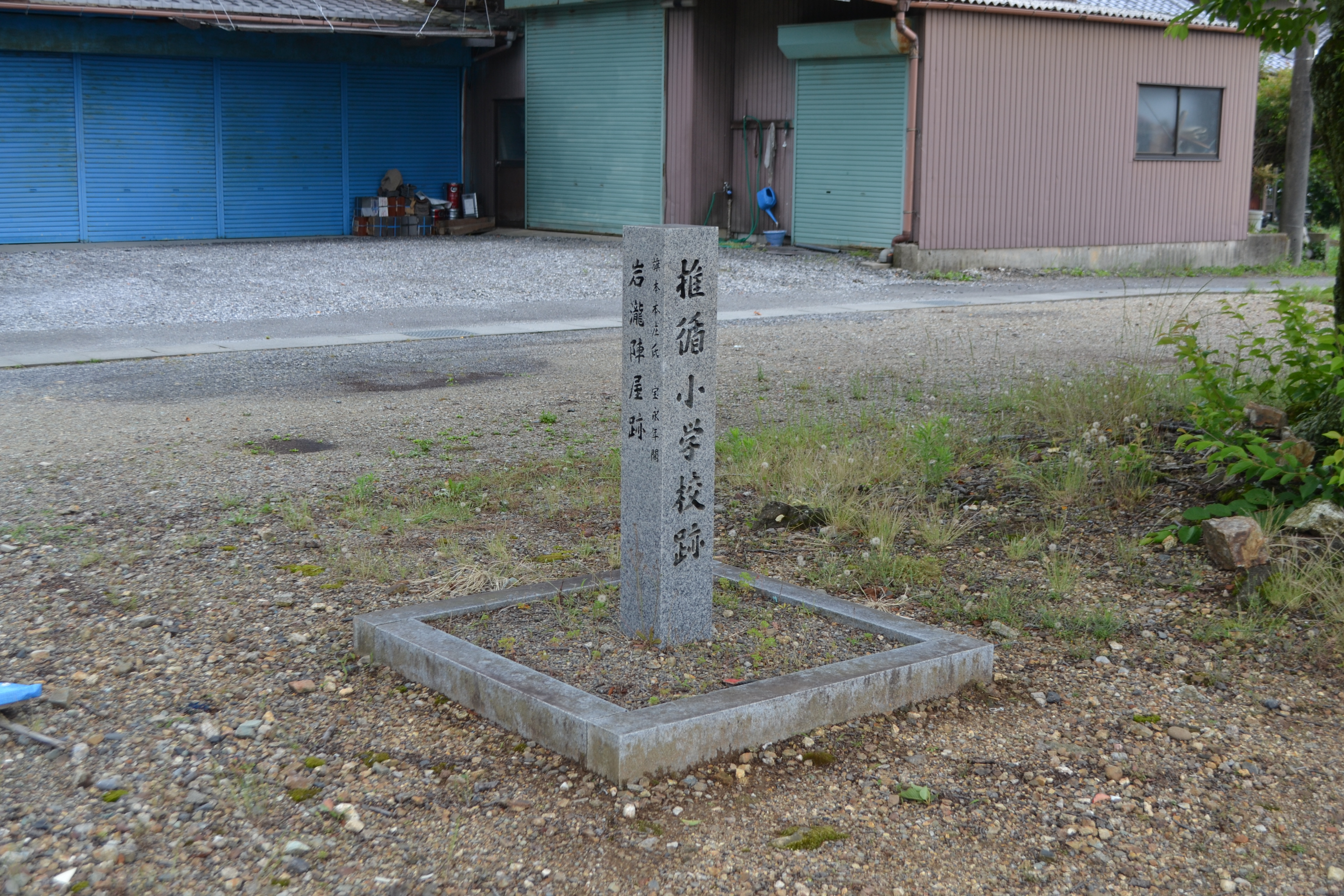
岐阜市岩滝西三丁目にある、岩滝陣屋跡を示す標柱。明治時代に設置された推循小学校（岐阜市立岩小学校の前身）の跡地であることが併せて記されている。

宝永2年（1705年）3月23日、本庄道章に美濃国山県郡・方県郡内で6000石が加増され、合計1万石の大名となった。道章は美濃国各務郡岩滝を居所とし、6月10日に領知朱印状が下された。これにより岩滝藩が成立した。
宝永6年（1709年）1月10日に綱吉は死去し、2月21日に道章も小姓の務めを辞した。8月、居所を山県郡高富村に移した。これ以後、本庄家の藩は「高富藩」と見なされ、幕末・廃藩置県まで存続する。

## 歴代藩主
本庄家
1万石。譜代。
1. 本庄道章